# Orchestia
Genre
Orchestia est un genre de crustacés amphipodes appartenant à la famille des Talitridae.
Ces animaux, comme d'autres de la famille des Talitridae, sont couramment nommés puces de mer ou poux de mer.

Les anglophones les appellent souvent scuds pour les espèces d'eaux douces en Amérique du Nord, les espèces terrestres y étant dites landhoppers et celles vivant sur les plages sand fleas.

## Étymologie
Le nom de ce genre vient du grec orchestia, « danseur », en référence aux sauts que font ces espèces.

## Liste des espèces
Selon World Register of Marine Species (2 janvier 2021) :
- Orchestia aestuarensis Wildish, 1987
- Orchestia aucklandiae Spence Bate, 1862
- Orchestia bottae H. Milne Edwards, 1840
- Orchestia forchuensis Myers & Lowry, 2020
- Orchestia gambierensis Chevreux, 1908
- Orchestia gammarellus (Pallas, 1766)
- Orchestia inaequalipes (K.H. Barnard, 1951)
- Orchestia magnifica Vecchi, 1931
- Orchestia marquesana Stephensen, 1935
- Orchestia mediterranea Costa, 1853
- Orchestia montagui Audouin, 1826
- Orchestia perezi Myers & Lowry, 2020
- Orchestia ponapensis J.L. Barnard, 1960
- Orchestia tabladoi Myers & Lowry, 2020
- Orchestia xylino Lowry & Fanini, 2013

## Remarque
Quelques espèces introduites pourraient ou peuvent devenir invasives (exemple : Orchestia cavimana).